# Hải Châu, Phụ Tân
Hải Châu (chữ Hán giản thể: 海州区, âm Hán Việt: Hải Châu khu) là một quận của địa cấp thị Phụ Tân, tỉnh Liêu Ninh, Cộng hòa Nhân dân Trung Hoa. Quận Hải Châu có diện tích 97 km², dân số 280.000 người. Mã số bưu chính của Hải Châu là 123000, chính quyền quận đóng ở số 7, đường Nhai Tâm. Quận Hải Châu được chia thành 11 nhai đạo biện sự xứ, 2 trấn.
- Nhai đạo biện sự xứ: Hoà Bình, Tân Hưng, Tây Sơn, Hà Bắc, Trạm Tiền, Tây Phụ Tân, Ngũ Long, Bình An Tây Bộ, Công Nhân Thôn, Đông Lương, Đông Uyển.
- Trấn: Tứ Hợp, Hàn Gia Điếm